# Shackleton (Schiff)
Die Shackleton war ein britisches Forschungsschiff.

## Geschichte
Das Schiff wurde 1955 auf der Werft Sölvesborgs Varv in Sölvesborg als Frachtschiff für das norwegische Unternehmen Arendals Dampskibsselskab gebaut. Der Stapellauf fand im November 1954 statt. Die Fertigstellung des Schiffes erfolgte im Februar 1955. Das Schiff kam als Arendal in Fahrt. Im August 1955 wurde es vom Falkland Islands Dependencies Survey (FIDS) für £ 230.000 gekauft und für den Einsatz als Polarforschungsschiff umgebaut. Dabei wurden die Decksaufbauten nach vorne verlängert und der Rumpf für die Fahrt in Polarregionen zusätzlich eisverstärkt. Am 19. Dezember 1955 wurde das Schiff in Southampton in Shackleton – nach dem britischen Polarforscher Sir Ernest Shackleton – umbenannt.
Das Schiff wurde von 1955 bis 1961 vom Falkland Islands Dependencies Survey (FIDS) und anschließend vom British Antarctic Survey (BAS) in erster Linie für geophysikalische Forschungsfahrten in der Südpolarregion genutzt. Ab 1969 nutzte das Natural Environment Research Council (NERC) das Schiff. Im Mai 1983 wurde es außer Dienst gestellt und später verkauft.
Am 29. November 1957 wurde das Schiff im Packeis nördlich der Coronation-Insel unterhalb der Wasserlinie beschädigt. Dem Schiff kamen die HMS Protector und ein Walfangschiff zu Hilfe. Nicht an Bord benötigtes Personal wurde von der HMS Protector übernommen. Das Schiff wurde später in Stromness Bay in Südgeorgien repariert.
Am 4. Februar 1976 wurde das Schiff rund 80 Seemeilen südlich von Cape Pembroke auf den Falklandinseln vom argentinischen Zerstörer Almirante Storni beschossen. Entgegen der Anweisung, Ushuaia anzulaufen, setzte das Schiff seine Fahrt nach Port Stanley fort, wo es am Abend desselben Tages ankam.

### Verbleib des Schiffes
1983 wurde das Schiff in Geotek Beta und 1984 in Profiler umbenannt. 1992 wurde es zu einem seismischen Forschungsschiff umgebaut und in Sea Profiler umbenannt. 2011 wurde das Schiff in Barrow-upon-Humber bei New Holland Shipyard verschrottet.

## Technische Daten und Ausstattung
Der Antrieb des Schiffes erfolgte durch einen Viertakt-Sechszylinder-Dieselmotor des Herstellers MAN (Typ: G6V40/60), der auf einen Propeller wirkte.
Für die Stromerzeugung standen drei Dieselgeneratoren mit jeweils 140 kW Leistung und zwei Dieselgeneratoren mit jeweils 65 kW Leistung zur Verfügung.
Das Schiff verfügte nach dem Bau zunächst über zwei Laderäume, die von jeweils einem Kran bedient wurden. Das Deckshaus befand sich im hinteren Bereich des Schiffes. Während des Umbaus zum Forschungsschiff wurden die Decksaufbauten bis etwa zum Mittschiffsbereich verlängert. Der hintere Laderaum wurde entfernt, der vordere umgebaut. Das Schiff verfügte nach dem Umbau noch über einen Kran, der Laderaum und Deck zwischen Vorschiff und Decksaufbauten bedienen konnte.